# Patrick Kuhl
Patrick Kuhl (República Democrática Alemana, 26 de marzo de 1968) es un nadador alemán retirado especializado en pruebas de cuatro estilos, donde consiguió ser subcampeón olímpico en 1988 en los 200 metros estilos.

## Carrera deportiva
En los Juegos Olímpicos de Seúl 1988 ganó la medalla de plata en los 200 metros estilos, con un tiempo de 
Y en el Campeonato Europeo de Natación de 1987 celebrado en Estrasburgo, ganó el bronce en los 400 metros estilos, y dos años después, en los Campeonato Europeo de Natación de 1989 y de 1991 celebrados en Bonn y Atenas, respectivamente, ganó la plata en los 400 metros estilos.